# Bithia glirina
Bithia glirina là một loài ruồi trong họ Tachinidae.